# Littérature espérantophone

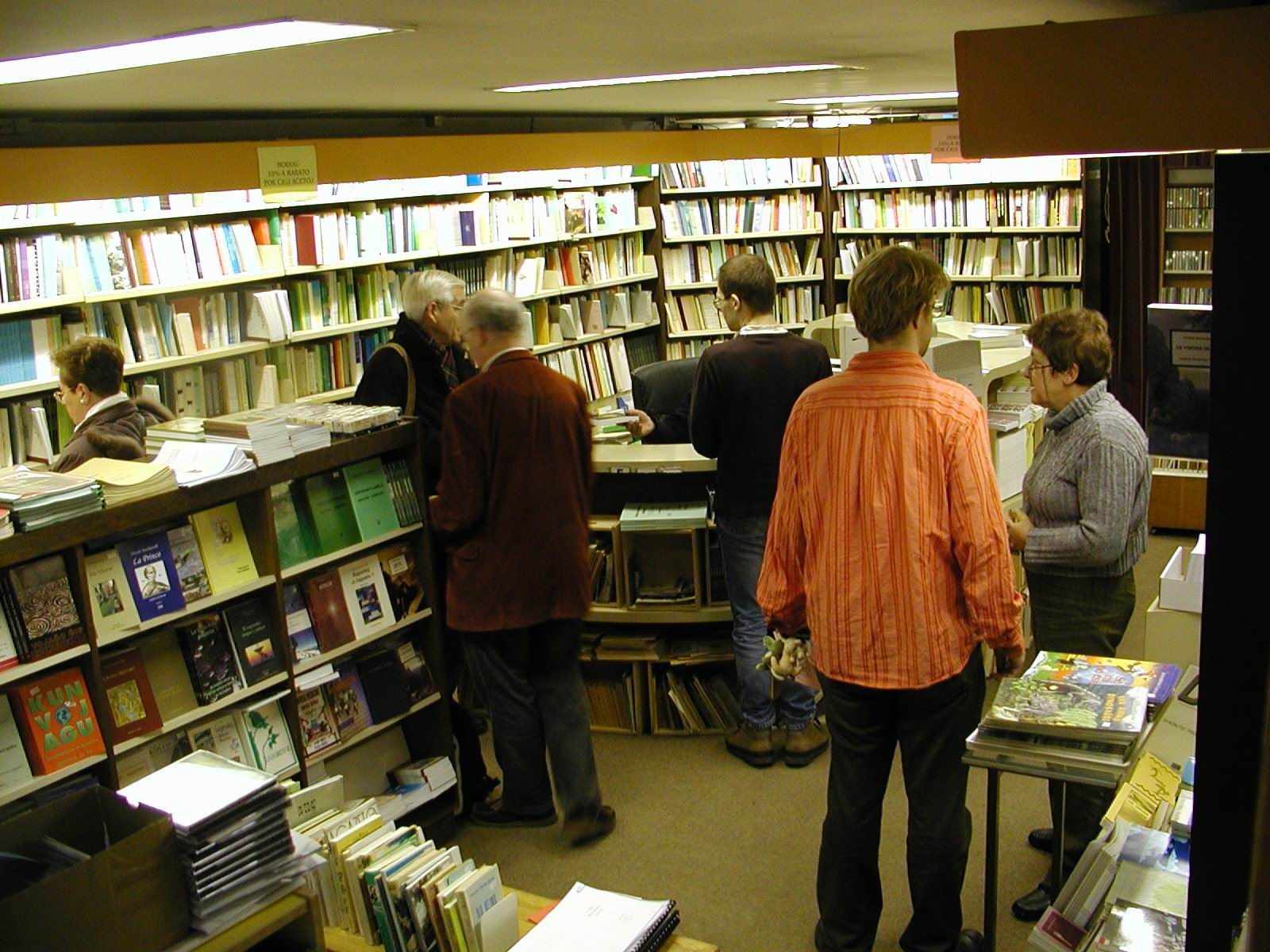
Librairie au siège de l’association mondiale d’espéranto

La littérature espérantophone comprend l’ensemble des œuvres écrites par des auteurs de nationalités variées parlant espéranto. Son histoire commence le 26 juillet 1887 avec la publication de l'ouvrage Langue Internationale par Louis-Lazare Zamenhof, initiateur de la langue. On recense aujourd'hui plus de 30 000 ouvrages en espéranto, originaux ou traductions. Ils sont essentiellement disponibles auprès de librairies gérées par le mouvement espérantophone. L’une des plus importantes est le libro-servo de l’association mondiale d’espéranto qui compte plus de 6 000 références.
L’Esperanta PEN-Centro a été admis en 1993 au sein du PEN-Club International (Poètes, Écrivains, Nouvellistes), la seule organisation d’écrivains admise au sein de l'UNESCO. William Auld, poète écossais, fut proposé de 1999 à 2006 comme candidat au prix Nobel de littérature par l'association des écrivains espérantophones. Depuis 2007, le poète islandais Baldur Ragnarsson est proposé.

## Histoire de la littérature espérantophone
La littérature espérantophone possède différentes grandes périodes dans son histoire,. Leurs nombres varient selon les auteurs : les analyses traditionnelles en considèrent trois. Toutefois, d’autres analyses en donnent plus : Jukka Pietiläinen en considère quatre, Geoffrey Sutton, dans son Concise Encyclopedia of the Original Literature of Esperanto, cinq ou encore six dans l’Historio de la Esperanta Literaturo de Carlo Minnaja et Giorgio Silfer. 
Le découpage en trois parties est d’abord formulé par William Auld en 1958, dans la préface de son Esperanta Antologio. Poemoj 1887–1957. Toutefois, le découpage d’Auld est restreint à l’histoire de la poésie originale. Ce même découpage est élargi à toute l’histoire de la littérature, et utilisé en tant que tel par Pierre Janton (eo) en 1993 dans Esperanto: Language, Literature, and Community et par Frank Nuessel (eo) en 2000 dans The Esperanto Language. Cette division est basée sur des évènements externes à l’histoire de l’espéranto : les Première et Seconde Guerre mondiale. Toutefois, Tazio Carlevaro (eo) estime que la division en trois périodes n’est pas scientifique, mais pratique,. Il estime que ce découpage est clairement visible pour la poésie originale, mais qu’il incertain pour la prose et les nouvelles, et inexistant pour les romans et les drames,. Carlevaro constate également que pour la poésie, il y a des zones de flou : certains poètes identifiés comme appartenant à une période continue à produire durant d’autres périodes. Son dernier constat est que la littérature espérantophone étant encore relativement jeune (80 ans en 1974, au moment du constat), il s’agit d’un temps trop court pour permettre une division correcte.

### 1887-1920 le premier romantisme et la quête du style

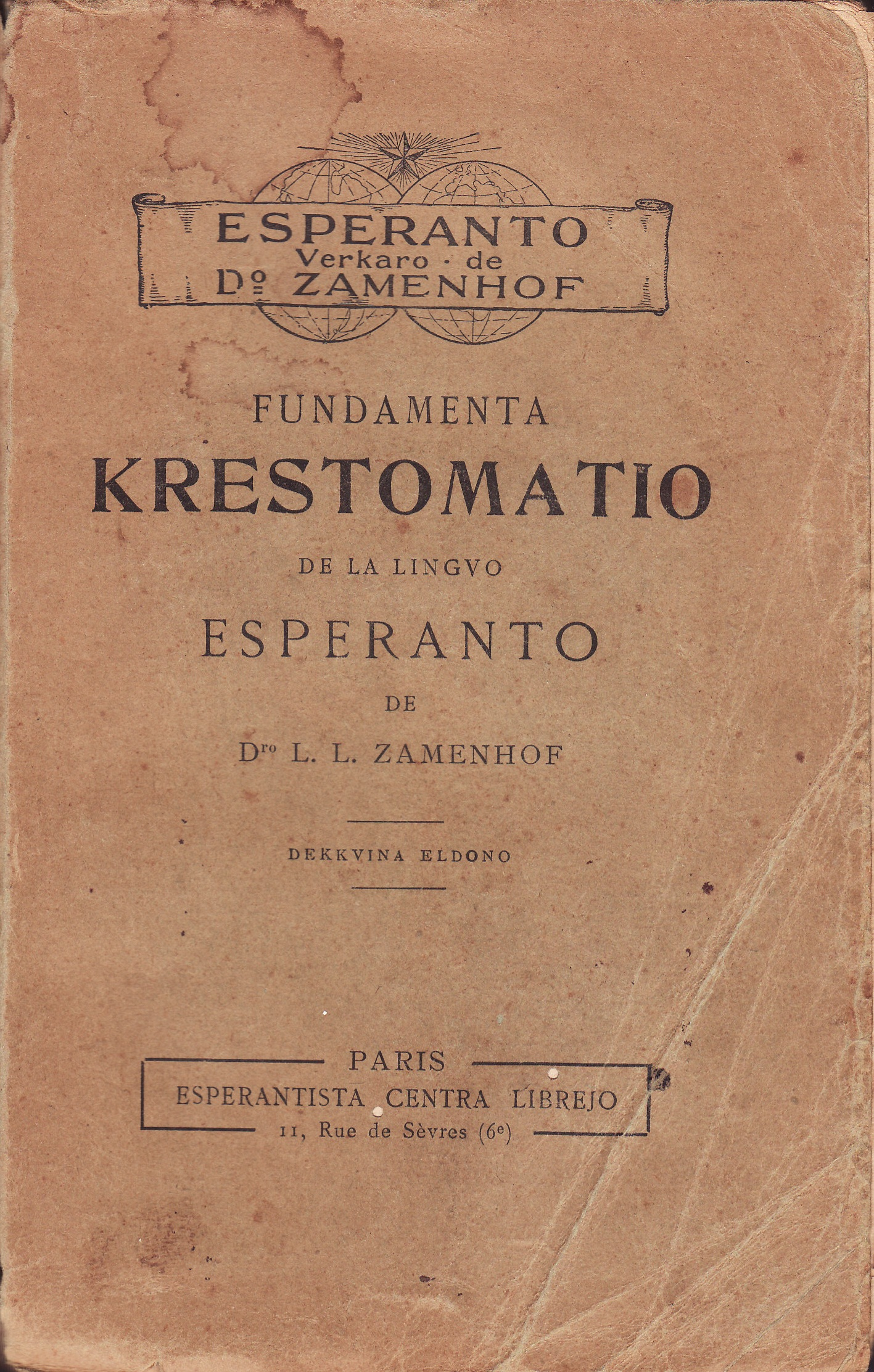
La Fundamenta Krestomatio contient des textes fondateurs des premières années, de 1887 à 1902

Le premier roman en espéranto date de 1907, c'est-à-dire vingt ans après les premiers poèmes de Zamenhof. Durant ces vingt ans, les auteurs se sont principalement essayés sur des traductions et, en ce qui concerne la littérature originale, ont produit de la poésie. C’est au docteur Henri Vallienne, un médecin français, que l’on doit le premier roman originellement écrit en espéranto Kastelo De Prelongo (1907) ; il traite des relations entre les membres d’une famille française noble et ses domestiques. L’année suivante, Vallienne, qui dut abandonner sa carrière professionnelle à cause de son état de santé, écrivit un second roman Ĉu li? (eo) Les deux ouvrages sont intéressants même s’il ne faut pas faire trop attention aux imperfections linguistiques ; Vallienne étant un auteur pionnier à une époque où la pratique de l’espéranto n’en était qu’à ses débuts. En 1907, Jeanne Flourens publie, sous le nom de plume Roksano, une des premières comédies originales en espéranto, Duonsurda (« À moitié sourde »). Suivent deux ouvrages de Heinrich August Luyken, Paŭlo Debenham (1911) et Mirinda Amo (eo) (1913).
Pendant la Première Guerre mondiale paraît un roman philosophique, Nova Sento (eo) de Tagulo (nom de plume de H. A. Hyams). Il s’agit d’une utopie où l’auteur expose sa philosophie de vie qui relève des idées socialistes et végétariennes.

### 1921–1930: romantisme mature et éclosion littéraire

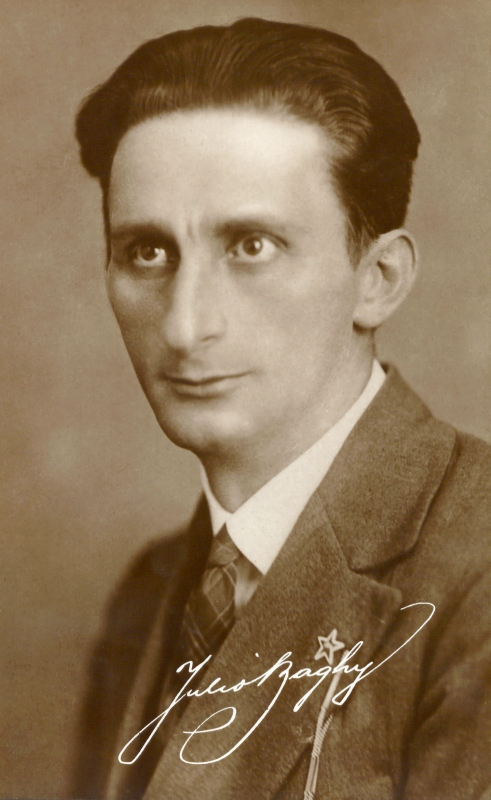
Julio Baghy (1891-1967), écrivain hongrois connu pour sa poésie en espéranto

Après la Première Guerre mondiale, Luyken va de nouveau enrichir la littérature espérantophone de deux romans : Stranga Heredaĵo (eo) (1922) et Pro Iŝtar (1924). Le néerlandais Hendrik Bulthuis écrit trois romans Idoj de Orfeo (1923), Jozef kaj la edzino de Potifar (eo) (1926) et La Vila Mano (eo) (1928). Jean Forge, scénariste polonais livre Abismoj (eo) en 1923 et Saltego Trans Jarmiloj (eo) en 1924 puis Mr. Tot aĉetas mil okulojn en 1931.
Mais le roman en espéranto le plus important de l’entre-deux guerres est sans doute celui de Julio Baghy, un auteur déjà connu pour ses poésies. Viktimoj (1925) le premier roman de cet acteur dramatique hongrois s’inspire de son expérience de prisonnier de guerre en Sibérie. Ce livre devient particulièrement populaire auprès des espérantophones. Baghy livrera un deuxième roman Hura! (eo) en 1930, d’un style différent puisqu’il le qualifiera lui-même de « grimace ».

### 1931–1951: mouvement parnassien
En 1931 parait le troisième roman de Baghy, Printempo en la aŭtuno (eo), où il montre tout son romantisme. En 1933, il se montre assez critique vis-à-vis du cliché de l’espérantophone dans Paŭlo Paal (Verdaj Donkiĥotoj). La même année, il livre la suite de Viktimoj dans Sur sanga tero qui porte toujours sur son expérience sibérienne.
Le premier roman en espéranto important de l'après-guerre est Kredu Min, Sinjorino! du Suisse Cezaro Rossetti. En partie autobiographique, l’auteur nous livre avec beaucoup d’humour toutes les ficelles du métier d’exposant de foire.

### 1952-1974: du post-parnasse au modernisme

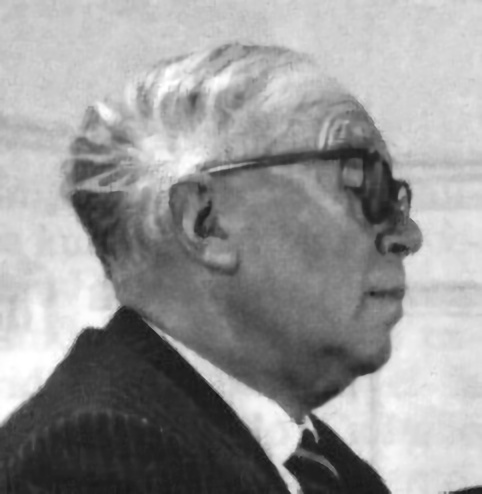
Raymond Schwartz (1894-1973), écrivain français ayant publié des poèmes et romans en espéranto

C’est en 1958 que le livre de Sándor Szathmári (eo), Vojaĝo al Kazohinio (eo) est édité en espéranto. Une traduction hongroise était déjà parue en 1941. Là encore nous sommes face à l’un des romans les plus importants de la littérature espérantophone. Il s’agit d’une contre-utopie sur le modèle des Voyages de Gulliver.
En 1963, c’est Raymond Schwartz, célèbre chansonnier espérantophone qui livre Kiel akvo de l' rivero, son second roman (le premier Anni kaj Montmartre (eo) (1930) décrit l’expérience d’une jeune Allemande à Paris). Ce livre a pour protagoniste un jeune Lorrain partagé entre la France et l'Allemagne qui s’engagent sans cesse un peu plus sur la voie de la guerre.

### 1975–1991: poésie expérimentale et romans

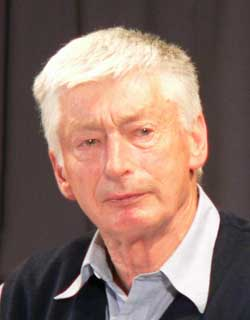
Claude Piron (1931-2008), psychologue, traducteur et interprète espérantophone

Ces deux décennies sont celles où parurent le plus de romans en espéranto. Avec Claude Piron, Christian Declerck (eo), Corrado Tavanti (eo) et István Nemere le roman policier s’impose.

### Depuis 1991: post-modernisme
Pendant cette période, des pièces de théâtre ont été rédigées et servent de base à des exercices de manuels d’apprentissage. On peut citer Tendaraj tagoj (eo) et Nemave Edifi de Stefan MacGill, ouvrages dans lesquels apparaissent l’agent secret 005, parodie de James Bond. On trouve également davantage de livres pour enfants, comme Arne, La Ĉefido, lequel a reçu un prix en 2006. Dans le thème des romans policiers, Skabio parait en 2015 sous la plume de l’écrivain suédois Sten Johansson.
Certains romans écrits à cette période sont devenus des incontournables, tel La Ŝtona Urbo de Anna Löwenstein (1999), œuvre de fiction historique entre personnages celtes et romains.

### Dernière décennie

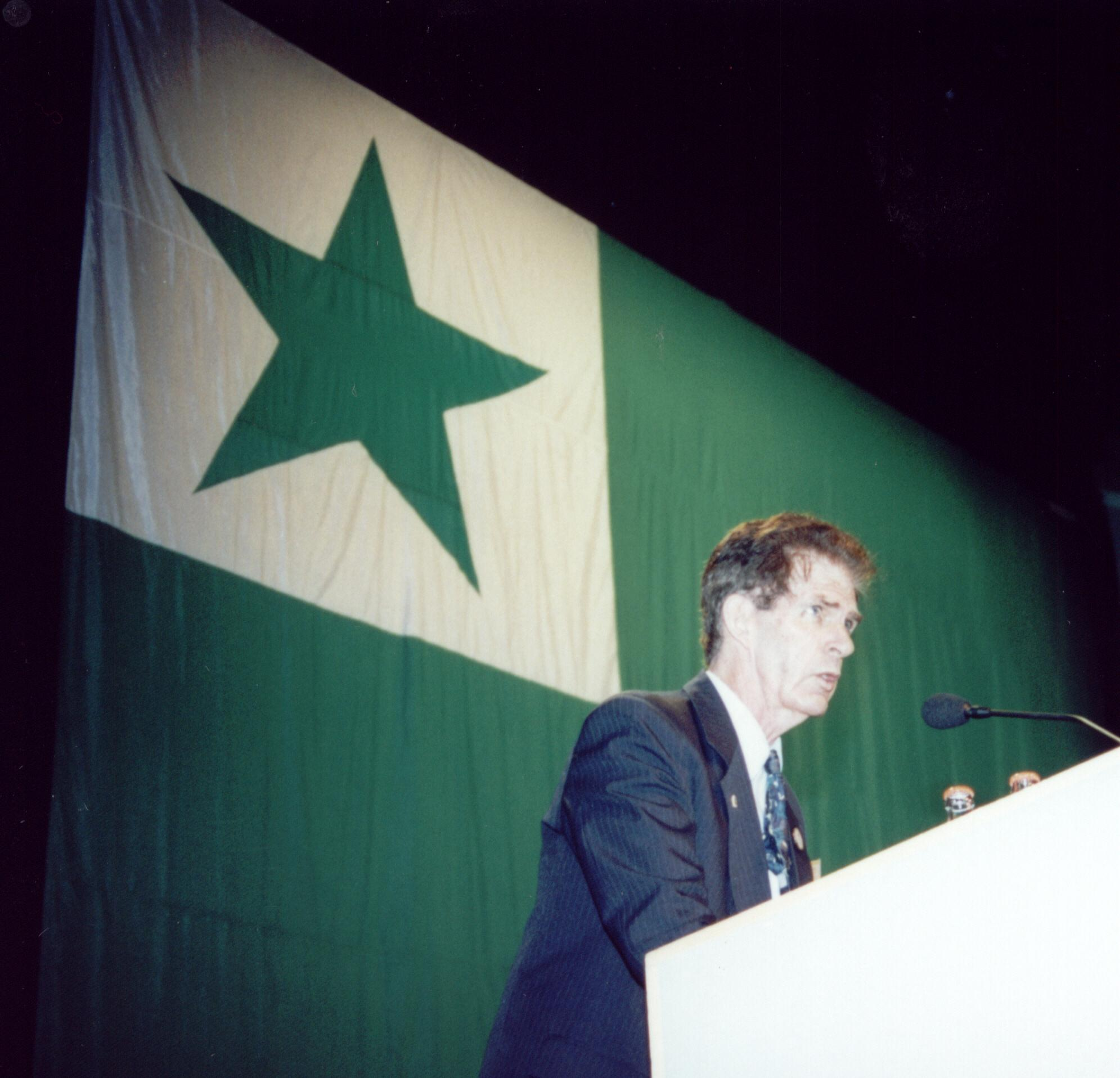
Trevor Steele en 2003, pour l’inauguration du congrès mondial d’espéranto à Göteborg, Suède

Depuis 2010, l’auteur australien Trevor Steele est assez prolifique. Après avoir livré deux romans concernant l’histoire des aborigènes et des colons australiens, Flugi kun kakatuoj et Paradizo ŝtelita, il a également écrit d’autres romans reconnus à l’international : Konvinka Kamuflaĵo, Dio ne havas eklezion et Amo inter ruinoj. À la même époque, André Cherpillod, quant à lui, publie divers ouvrages sur des thèmes scientifiques, linguistiques ou historiques.
Une certaine volonté existe désormais de proposer des histoires aisées à aborder pour de nouveaux apprenants d’espéranto. Ainsi, des recueils de nouvelles apparaissent sous la forme de revues, comme Beletra Almanako, ou comme ouvrages uniques. Parmi eux, citons Marvirinstrato (eo) de Tim Westover (eo), publié sous licence CC-BY-NC-ND 3.0 et disponible en format numérique sur un site dédié.
Des livres à portée politique ont également fait leur apparition. Citons notamment Homoj de Putin (2014), Krimeo estas nia (2015), Idoj de la imperioj (2016) et Lando kiu vekiĝis (2023) de Kalle Kniivilä (eo), relatifs à la popularité de Vladimir Poutine en Russie, à la crise de Crimée et à la situation des russophones dans les pays baltes et des ukrainiens.

## Genres

### Œuvres originales en espéranto

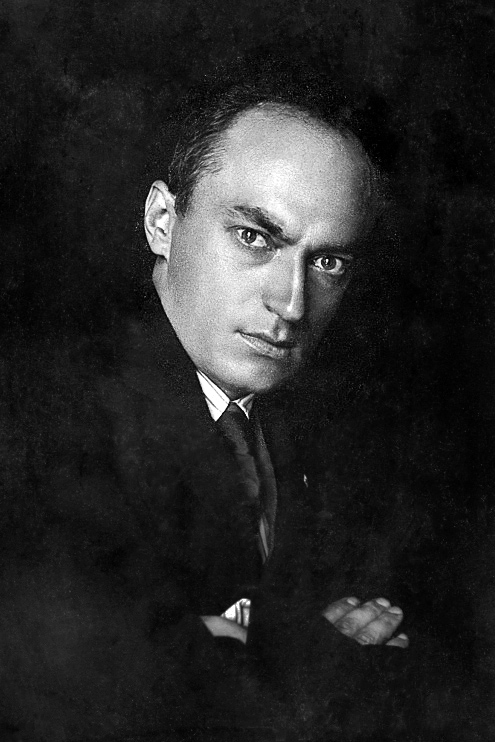
Kálmán Kalocsay (1891-1976), poète espérantophone et traducteur d’ouvrages hongrois en espéranto

À côté des traductions, les œuvres originales de Julio Baghy, Kálmán Kalocsay, Ferenc Szilágyi (eo), Sándor Szathmári (eo), Jean Forge, Edmond Privat, Raymond Schwartz sont devenues des classiques de la littérature en espéranto. L'influence de l'École hongroise est déjà perceptible : les quatre premiers sont hongrois.
Les genres se diversifient avec Marjorie Boulton, John Francis, William Auld, Ivo Lapenna (rhétorique), Tibor Sekelj (récits d'exploration), de même que la situation géographique des auteurs : Masao Miyamoto (Japon-Chine), Edwin de Kock (eo) (Afrique du Sud-USA), Sylla Chaves (Brésil), Brendon Clark (eo) et Bertram Potts (eo) (Nouvelle-Zélande). Le travail accompli par Gaston Waringhien (essais, grammaire complète, lexicographie, traductions) est prodigieux. Durant ces dernières années, de nouveaux noms se sont imposés : István Nemere (écrivain hongrois qui a commencé à écrire aussi en espéranto) et Johán Valano.
La présence de la poésie a toujours été très importante en espéranto. Zamenhof fut d'ailleurs le premier poète espérantiste, puisqu'il s'exerça à cette forme d'expression à l'aide d'une langue encore embryonnaire et rudimentaire, qu'il lui fallait éprouver. Parmi ses poésies célèbres figurent La Espero, devenu l'hymne de la collectivité espérantophone ou encore sa Prière sous le drapeau vert lue lors du congrès mondial d’espéranto de Boulogne-sur-Mer en 1905. De nos jours, l'ouvrage le plus représentatif est l’Esperanta antologio (eo) qui, sur les 888 pages de sa seconde édition (1887-1981) présente 706 œuvres écrites par 163 poètes originaires de 35 pays.
La première revue en espéranto, La Revuo, fut éditée par Hachette, à Paris. Elle parut de 1906 jusqu'à la Première Guerre mondiale. Le vide créé par sa disparition se combla grâce à d'autres publications comme Literatura Mondo (Budapest), Norda Prismo (Stockholm), Nica Literatura Revuo (eo) (Nice), et de nos jours par Fonto (eo) (Brésil, 1980-2006), Literatura Foiro (Milan, fondée en 1970) La Karavelo (eo) (Portugal, fondée en 2007) et Beletra Almanako (New York, fondée également en 2007).

### Œuvres traduites vers l’espéranto
Par la traduction, l'espéranto s'est enrichi et adapté aux besoins. Le Dr Louis-Lazare Zamenhof s'attela à des traductions aussitôt après avoir établi les principes de base de cette langue, notamment : Hamlet, Iphigénie en Tauride, L'Inspecteur général, Les Brigands, George Dandin, les Contes d'Andersen, Marta et l'Ancien Testament.
Zamenhof fonda la Bibliothèque de la Langue Internationale en 1894 et fut ensuite très vite rejoint par des hommes de grand talent, parmi lesquels Antoni Grabowski, Kazimierz Bein (Kabe), Jozef Wasniewski, dont la créativité et l'apport se révélèrent considérables. Ingénieur de son état, Grabowski était aussi un amoureux de la poésie et un grand polyglotte. À part son épouse, c'est avec lui que le Dr Zamenhof eut sa première conversation en espéranto. Kabe fut le premier littérateur espérantiste et sans doute l'un des plus brillants. On lui doit Le Fin-fond de la misère de Sieroszewski, Le Pharaon de Boleslaw Prus, ainsi que Pères et fils de Tourgueniev.
Des traductions d'une grande variété apparurent : Virgile, Homère, Molière, Voltaire, Shakespeare, Goethe, Dante, Tolstoï, Ibsen, Tolkien, Tagore, Omar Khayyam, Jean-Paul Sartre, Albert Camus et bien d'autres. À cela se sont ajoutées des anthologies ainsi que des textes philosophiques, religieux ou politiques.
Parmi les œuvres de la littérature francophone traduites figurent entre autres Andromaque, Les Fleurs du mal, les Lettres persanes, Un Cœur simple, Le Petit Prince ou encore L'Étranger.

### Bandes dessinées

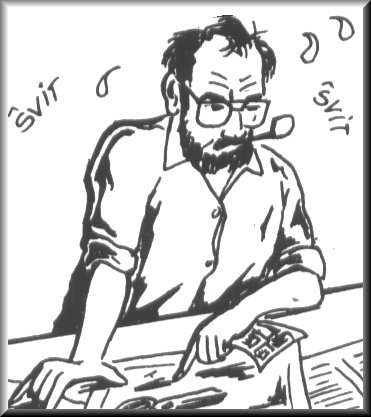
Dans cette case de 1981, Serge Sire croque Stefan Maul, rédacteur en chef de la revue Monato

L'adoption de cette langue dans la bande dessinée est récente. Si Astérix (5 albums) et Les Aventures de Tintin (4 albums) existent dans des dizaines de langues dont l'espéranto, Nudpieda Gen (Gen d'Hiroshima) n'existe en revanche qu'en japonais et en traductions allemande, anglaise, française et espéranto. On trouve aussi une adaptation BD du Pharaon de Boleslaw Prus, un album de Gaston Lagaffe et des traductions d’Anselme Lanturlu.
Les auteurs de BD originales en espéranto sont assez rares. Parmi les plus prolifiques citons Arnau, auteur catalan de plusieurs albums ; Serge Sire (eo), auteur français qu'on retrouve plus ou moins régulièrement dans une dizaine de revues, en particulier La KancerKliniko (eo), revue qui depuis son numéro 1 en 1977, publie régulièrement des bandes dessinées originales. Notons aussi le magazine Vola Püg' (eo) spécialisé dans la bande dessinée, initialement réservé à l'Internet et qui sort en décembre 2004 son premier numéro papier.
Récemment en 2012, la série de comics américaine Saga de Brian K. Vaughan et Fiona Staples utilise une forme parfois un peu étrange de l'espéranto (due aux algorithmes de traduction de l'époque pas toujours très performants) comme base pour les incantations de ses personnages en « langage bleu ».

## Analyse des écrits

### Littérature et associations
La contribution de SAT, organisation socio-culturelle à vocation émancipatrice, fut importante surtout entre les deux guerres dans le domaine de l'édition : œuvres traduites de Jack London, Voltaire, œuvres originales de Lanti (Eugène Adam), Barthelmess, Sándor Szathmári; biographies (Rosa Luxembourg), lettres de Zamenhof, ouvrages de vulgarisation scientifique, etc. Après la Seconde Guerre mondiale, les efforts de cette organisation se sont portés essentiellement sur l'édition de dictionnaires d'espéranto, notamment le Plena Ilustrita Vortaro de Esperanto (PIV) qui fait autorité dans le monde entier et de la revue annuelle Sennacieca Revuo. Depuis 2007, SAT a recréé sa coopérative d'édition (SAT eldona fako kooperativa) et tente une diversification de ses éditions.

### Femmes espérantophones

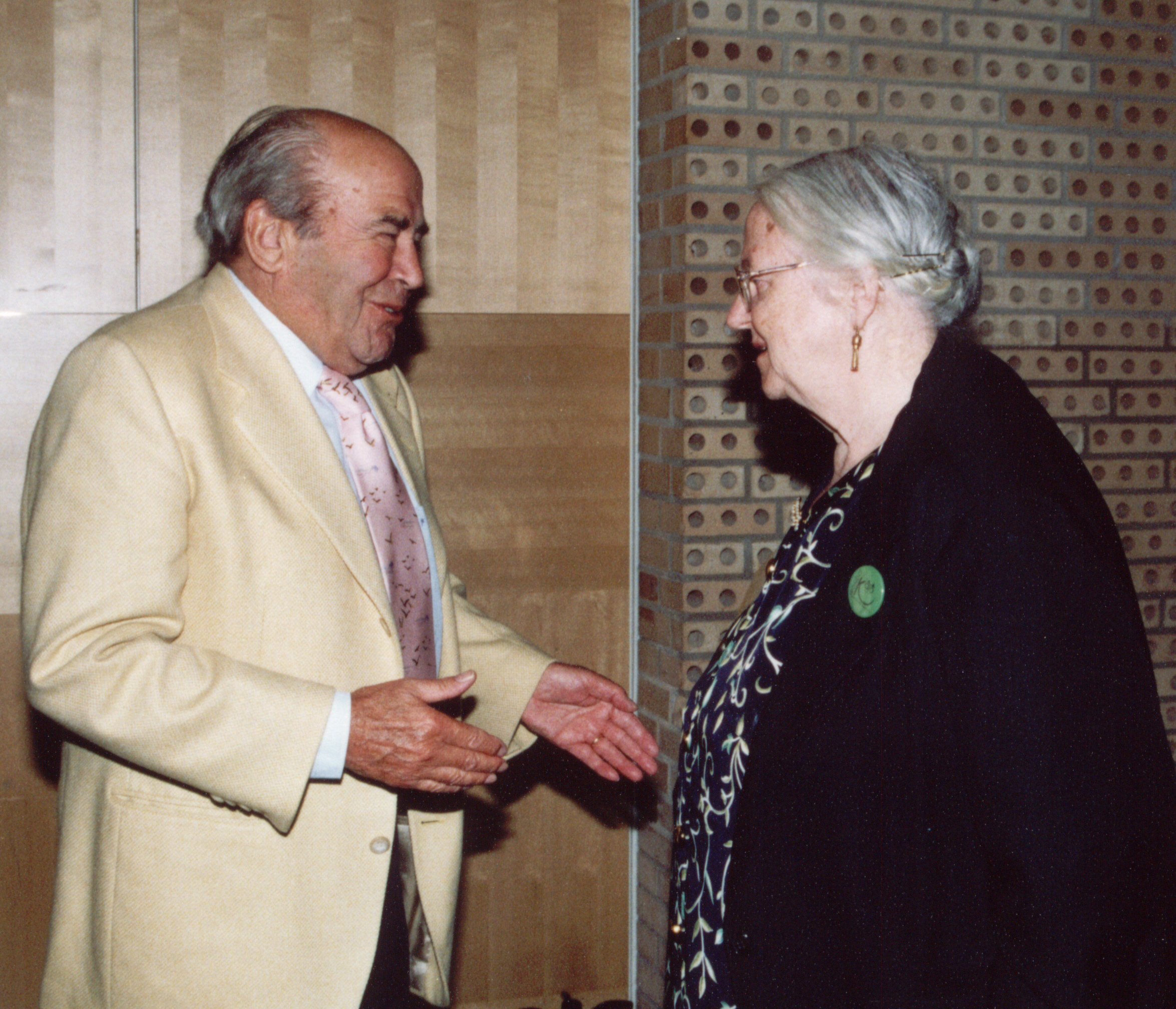
Louis-Christophe Zaleski-Zamenhof et Marjorie Boulton en 2003

Il convient de souligner le rôle des femmes dans le fait que l'espéranto est la seule langue construite qui soit passée de l'état de projet à celui de langue vivante. La plus jeune des filles du Dr Zamenhof, Lydia, qui mourut avec sa sœur Sofia dans le camp nazi de Treblinka, traduisit Quo vadis ? de Sienkiewicz. Marie Hankel fut la première femme poète. Simple télégraphiste, l'Estonienne Hilda Dresen devint un grand talent de la poésie par sa description de la nature nordique, alors que l'Anglaise Marjorie Boulton, professeur de littérature anglaise diplômée d'Oxford, excellait tant dans l'histoire de l'espéranto que dans une poésie et une prose non dépourvues d'originalité et d'humour. Jeanne Flourens écrivit plusieurs ouvrages en espéranto et traduisit en 1912 un extrait des mémoires de Léon Tolstoï. On peut certes regretter que l'activité et la sensibilité féminines soient encore sous-représentées au sein de l'Académie d'Espéranto.